# Parachutes Tour
Tournées par Coldplay
A Rush of Blood to the Head Tour
La tournée Parachutes Tour est la première tournée du groupe Coldplay. 
Elle a servi à faire la promotion du premier album studio du groupe, Parachutes. La tournée a visité principalement des petites salles et des clubs.

## Liste des pistes jouées
1. Spies
2. Trouble
3. Bigger Stronger
4. High Speed
5. Shiver
6. Animals
7. Sparks
8. Don't Panic
9. Help Is Round The Corner
10. Yellow
11. Everything's Not Lost
12. In My Place

## Dates de la tournée
| Date             | Ville         | Pays            | Lieu                    |
| ---------------- | ------------- | --------------- | ----------------------- |
| Europe           |               |                 |                         |
| 2 octobre 2000   | Cambridge     | Angleterre      | Cambridge Junction      |
| 3 octobre 2000   | Oxford        | Angleterre      | Brookes University      |
| 4 octobre 2000   | Leicester     | Angleterre      | De Montfort University  |
| 6 octobre 2000   | Liverpool     | Angleterre      | Royal Court Theatre     |
| 7 octobre 2000   | Oxford        | Angleterre      | HMV Oxford Street       |
| 8 octobre 2000   | Belfast       | Irlande du Nord | Ulster Hall             |
| 9 octobre 2000   | Dublin        | Irlande         | The Olympia             |
| 10 octobre 2000  | Glasgow       | Écosse          | Barrowlands             |
| 11 octobre 2000  | Édimbourg     | Écosse          | Liquid Rooms            |
| 12 octobre 2000  | Newcastle     | Angleterre      | Newcastle University    |
| 14 octobre 2000  | Sheffield     | Angleterre      | Sheffield Leadmill      |
| 15 octobre 2000  | Manchester    | Angleterre      | Manchester University   |
| 16 octobre 2000  | Leeds         | Angleterre      | Metropolitan University |
| 18 October 2000  | Wolverhampton | Angleterre      | Wulfrun Hall            |
| 19 octobre 2000  | Bristol       | Angleterre      | Anson Rooms             |
| 20 octobre 2000  | Portsmouth    | Angleterre      | Pyramids                |
| 21 octobre 2000  | Londres       | Angleterre      | Shepherd's Bush Empire  |
| 22 octobre 2000  | Londres       | Angleterre      | Shepherd's Bush Empire  |
| 23 octobre 2000  | Londres       | Angleterre      | Shepherd's Bush Empire  |
| 25 octobre 2000  | Cardiff       | Pays de Galles  | Cardiff University      |
| 3 novembre 2000  | Bruxelles     | Belgique        | Ancienne Belgique       |
| 9 novembre 2000  | Lille         | France          | L’Aéronef               |
| 10 novembre 2000 | Paris         | France          | La Cigale               |
| 11 novembre 2000 | Nantes        | France          | L’Olympic               |
| 13 novembre 2000 | Toulouse      | France          | Le Bikini               |
| Amérique du Nord |               |                 |                         |
| 8 février 2001   | Vancouver     | Canada          | Commodore Ballroom      |
| 9 février 2001   | Seattle       | États-Unis      | The Shoebox             |
| 10 février 2001  | Portland      | États-Unis      | Roseland Theatre        |
| 12 février 2001  | San Francisco | États-Unis      | The Fillmore            |
| 14 février 2001  | Los Angeles   | États-Unis      | Mayan Theater           |
| 19 février 2001  | Chicago       | États-Unis      | Metro Chicago           |
| 9 avril 2001     | New York      | États-Unis      | Irving Plaza            |